# Assane Sene
Assane Sene född 20 juni 1989 i Saint-Louis  i Senegal, är en senegalesisk basketspelare i Södertälje BBKs Södertälje Kings. 
År 2006 då Sene bodde i Senegal och gick på Dakar's SEEDS Academy gav South Kent School i South Kent, Connecticut honom ett scholarship och han spelade high school basket där 2007-2008. Han började med basket som 15-årig efter tidigare ha spelad fotboll och även handboll och volleyboll.
Han spelade från 2008 på college för University of Virginia i Charlottesville (2008-2012), Han gjorde fyra säsonger på Virginia. Den senaste avslutade han tidigt i mars 2012. Anledningen till att hans säsong tog slut så tidigt var att han bröt mot lagets regler. Han spelade säsongen förra han kom till Sverige i Förenade Arabemiraten, men avslutade den säsongen för Texas Legends i NBA D-league. 
Den vänsterhänte, 213 cm långa och 108 kg tunga centern Sene har under sommaren 2013 skrivit på ett avtal med Södertälje Kings. Kontraktet för 2013/2014 inleds, som oftast för utländska spelare, med en tryout-period. Han anslöt till laget i 22 augusti.
Sene som är muslim pratar fem språk: franska, spanska, engelska, arabiska och modersmålet wolof.

## Externa hänvisningar
- LT-play: Här är Kings nya jättecenter - www.lt.se
- Assane Sene Player Profile, Virginia, NCAA Stats, Events Stats, Game Logs, Bests, Awards - RealGM (engelska)
- Assane Sene Player Profile, basket, Sodertalje, International Stats, Game Logs - EUROBASKET (engelska)

1. ↑  ”College Basketball at Sports-Reference.com”. https://www.sports-reference.com/cbb/players/assane-sene-1.html. Läst 28 juli 2020.
2. ↑  ELEVATE - THE DOCUMENTARY MOVIE
3. ↑  Enligt SBBKs hemsida 212 cm
4. ↑  Q&A with Assane Sene - VIRGINIASPORTS.COM - The University of Virginia Official Athletic Site Arkiverad 8 september 2015 hämtat från the Wayback Machine. (engelska)